# Frederik Theodor Kloss

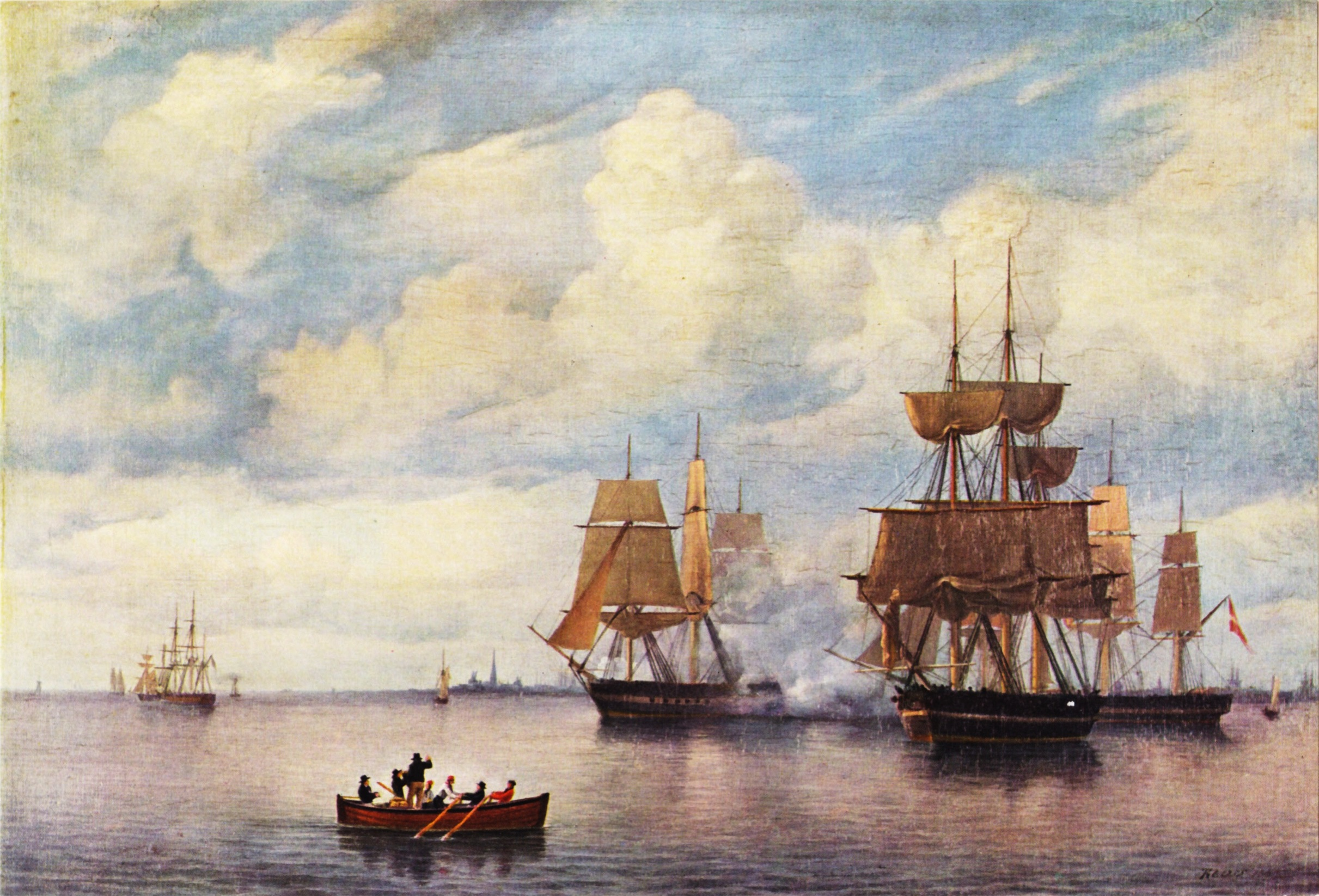
Das dänische Geschwader unter Segeln vor Kopenhagen

Frederik Theodor Kloss (* 19. September 1802 in Braunschweig; † 9. Juni 1876 in Kopenhagen) war ein deutsch-dänischer Marinemaler.
Kloss studierte ab 1819 an der Königlich Preußischen Akademie der Künste in Berlin beim Historienmaler Carl Schumann (1767–1827). Er besuchte Prag, Breslau und Dresden (1825–1827), die Nordsee (1832), Island (1834), das Mittelmeer (1843) und die Färöer-Inseln (1844).
Unter dem Einfluss des in Dresden tätigen norwegischen Malers Johan Christian Clausen Dahl und der Seelandschaften des dänischen Malers Christoffer Wilhelm Eckersberg entschied sich Kloss 1828, nach Kopenhagen zu übersiedeln, um bei Eckersberg an der Königlichen Akademie der schönen Künste zu studieren. Er wurde Zeichenlehrer der Seekadetten, mit denen er zeitweise auch auf Reisen war, so etwa 1843 mit der Fregatte Thetis nach Italien.
In den folgenden Jahren wurde Kloss nicht nur Freund von Eckersberg, sondern auch wie er Mitglied der Freimaurerloge. Kloss wurde aktiver Teilnehmer der dänischen Kultur. Er wurde zum Akademiemitglied 1840 gewählt, zum Professor 1853 und zum Schatzmeister 1867 berufen.
Als Künstler widmete er sich fast ausschließlich der Marinemalerei. Viele seiner Werke erschienen als Lithografien.